# Cotoneaster farreri
Cotoneaster farreri är en rosväxtart som beskrevs av Gerhard Klotz. Cotoneaster farreri ingår i släktet oxbär, och familjen rosväxter. Inga underarter finns listade i Catalogue of Life.